# Pierre Aronnax
Pierre Aronnax est un personnage fictif, héros du roman Vingt Mille Lieues sous les mers de Jules Verne.

## Le personnage
Professeur suppléant au Muséum national d'histoire naturelle de Paris et médecin, âgé de quarante ans, Aronnax est un homme enthousiaste et curieux de tout. Esprit très ouvert, tolérant et sociable, ne manquant pas d'humour, il demeure très diplomate. Au début du roman, il revient d'une exploration scientifique au Nebraska. À la suite de mystérieux évènements survenus dans différentes mers, ayant publié un in-quarto en deux volumes Les mystères des grands fonds sous-marins, il opte pour l'existence d'un narval géant. Il prend passage avec son domestique Conseil à bord de l'Abraham Lincoln, chargé de poursuivre le monstre.
Après la destruction du navire, il est recueilli avec Conseil et le harponneur Ned Land à bord d'un sous-marin, le Nautilus, commandé par le capitaine Nemo. Dès lors, il va découvrir de visu les mondes qu'il avait décrit dans son livre. Tout au long de ce tour du monde sous-marin, devenu le narrateur du voyage, il sera partagé entre le désir de rester à bord de l'engin afin de compléter ses connaissances et celui de suivre ses deux compagnons décidés à fuir leur prison flottante.
De retour dans son pays, il publiera sa relation de voyage sous le titre Vingt Mille Lieues sous les mers.

## Sources
Pour illustrer le roman, Édouard Riou s'est inspiré d'une photographie de P.J. Delbarre, datant sans doute de 1868, représentant Jules Verne, de profil et les bras croisés. Il a donné ainsi à Aronnax les traits de son créateur.

## Cinéma et télévision
- Dan Hanlon, en 1916, incarne le professeur Aronnax dans la version cinématographique de Stuart Paton.
- Paul Lukas, en 1954, incarne Pierre Aronnax dans le film de Richard Fleischer, qui est à ce jour, la version la plus connue.
- Patrick Dempsey reprend le rôle en 1997, dans la mini-série réalisée par Rod Hardy.
- Dans Sous les mers, bande dessinée de Tom Taylor et James Brouwer et série télévisée d'animation australo-canadienne de 2015, l’Aronnax est le sous-marin de la famille d'explorateurs Nekton.